# Lillian Fontaine
Lillian Fontaine (* 11. Juni 1886 in Reading, Berkshire, Vereinigtes Königreich als Lilian Augusta Ruse; † 20. Februar 1975 in Santa Barbara, Kalifornien) war eine britische Schauspielerin und die Mutter der Schauspielerinnen Olivia de Havilland und Joan Fontaine.

## Leben

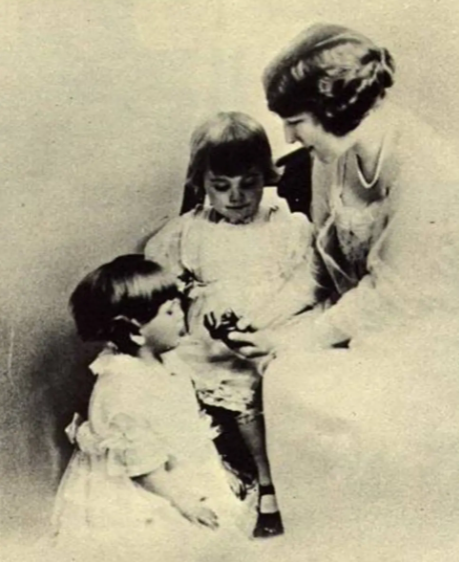
Lillian Fontaine mit ihren Töchtern Joan und Olivia

Lillian Fontaine wurde am 11. Juni 1886 als Lilian Augusta Ruse im englischen Reading geboren. Mit 13 Jahren erhielt sie ein Stipendium für Musik am Reading College und besuchte später die Royal Academy of Dramatic Art in London.
1914 heiratete sie den in Japan tätigen britischen Patentanwalt Walter Augustus de Havilland (1872–1968). Am 1. Juli 1916 wurde ihre Tochter Olivia de Havilland in Tokio geboren, am 22. Oktober 1917 kam ihre zweite Tochter, Joan Fontaine, zur Welt. 1919 zog Lillian mit den Töchtern ins kalifornische Saratoga. Die Ehe der de Havillands war von Affären geprägt und wurde 1925 geschieden. Lillian heiratete kurz darauf den Kaufhaus-Manager George M. Fontaine.
Fontaine begann ihre Filmkarriere Mitte der 1940er-Jahre, als ihre beiden Töchter in Hollywood Filmstars waren, und spielte unter anderem in Billy Wilders Drama Das verlorene Wochenende (1945) und Die widerspenstige Gattin (1947). In Ivy (1947) und Der Mann mit den zwei Frauen (1953) war sie gemeinsam mit ihrer Tochter Joan Fontaine zu sehen. In den 1950er-Jahren hatte Fontaine noch einige Auftritte in Fernsehserien, bevor sie sich 1957 ganz aus dem Filmgeschäft zurückzog.
Lillian Fontaine starb im Februar 1975 in Santa Barbara mit 88 Jahren an einer Krebserkrankung.

## Filmografie
- 1945: Das verlorene Wochenende (The Lost Weekend)
- 1946: The Locket
- 1947: Die widerspenstige Gattin (Suddenly It’s Spring)
- 1947: Time Out of Mind
- 1947: The Imperfect Lady
- 1947: Ivy
- 1953: Der Mann mit zwei Frauen (The Bigamist)
- 1954: Waterfront (Fernsehserie, 1 Folge)
- 1955: Studio 57 (Fernsehserie, 1 Folge)
- 1955: Schlitz Playhouse (Fernsehserie, 1 Folge)
- 1956: Passport to Danger (Fernsehserie, 1 Folge)
- 1957: Hawkeye and the Last of the Mohicans (Fernsehserie, 1 Folge)